# Biblioteka Kombëtare e Shqipërisë

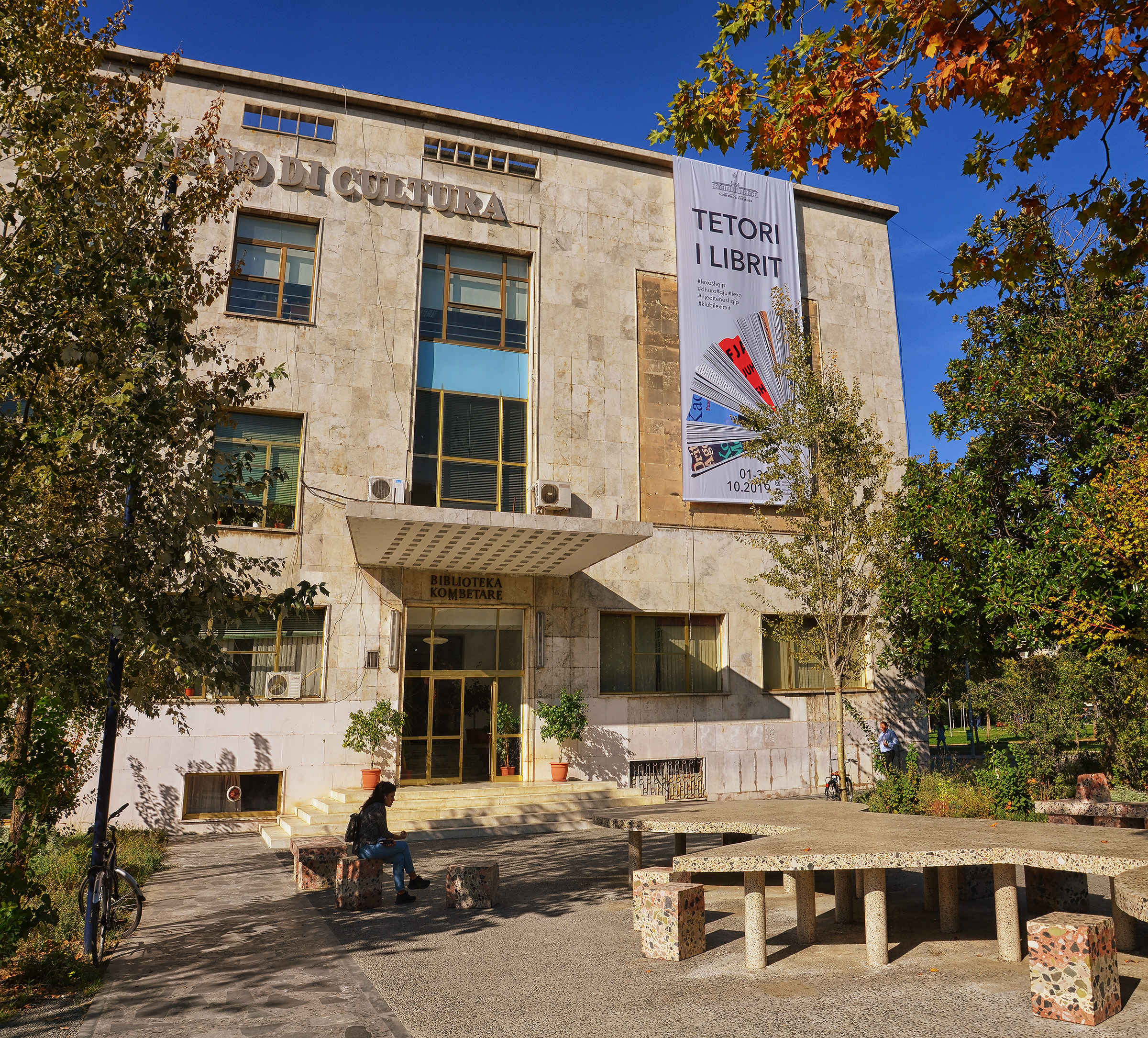
Albaniens nationalbibliotek, 2019.

Biblioteka Kombëtare e Shqipërisë, Albaniens nationalbibliotek, finns i Albaniens huvudstad Tirana och innehar den största samlingen albanskspråkiga böcker. Den 16 april 1917  uppfördes ett bibliotek i Shkodra, vilket 1920 förflyttades till Tirana. År 1922 bestod samlingen av ungefär 6 000 böcker och 1947 hade antalet växt till 100 000 böcker. Den 31 december 2002 fanns det 286 674 albanskspråkiga böcker, 432 208 utländska böcker, 29 914 albanskspråkiga tidskrifter, 95 829 utländska tidskrifter, 6 297 mikrofilmer, 1 007 balkanska kartor och 4 755 vetenskapliga avhandlingar på biblioteket.